# Isabelle af Orléans og Bragança
Isabelle af Orléans og Bragança, grevinde af Paris (portugisisk: Isabel de Orléans e Bragança e Dobrzensky de Dobrzenicz, fransk: Isabelle d'Orléans-Bragance) (født 13. august 1911 på slottet Eu i Seine-Maritime, Normandiet, Frankrig – død 5. juli 2003 i Paris, Frankrig) var en brasiliansk – fransk prinsesse, der som gemalinde til den franske tronprætendent Henri af Orléans blev titulær grevinde af Paris.

## Forfædre
Prinsesse Isabelle var datter af den brasilianske prins Pedro de Alcântara, fyrste af Grão-Pará og sønnedatter af Gaston, greve af Eu.
Desuden var prinsesse Isabelle oldedatter af Ludvig Karl af Orléans, hertug af Nemours, kejser Pedro 2. af Brasilien. Hun var også tipoldedatter af kong Ludvig-Filip af Frankrig, kejser Pedro 1. af Brasilien, Maria Leopoldina af Østrig, kong Frans 1. af Begge Sicilier.

## Familie
Prinsesse Isabelle blev gift med sin slægtning prins Henri af Orléans, greve af Paris (1908–1999), der var en en fransk tronprætendent. Gennem sit ægteskab blev prinsesse Isabelle grevinde af Paris.
Isabelle og Henrik fik 11 børn. I 1999 efterfulgte den ældste søn sin far som tronprætendent. I 2019 blev deres sønnesøn (Jean, greve af Paris, hertug af Vendôme) fransk tronprætendent.